# Giuliano Amato
Giuliano Amato (phát âm tiếng Ý: [dʒuˈljaːno aˈmaːto]; sinh ngày 13 tháng 5 năm 1938) là chính trị gia người Ý đã hai lần giữ chức Thủ tướng Ý, lần đầu từ năm 1992 đến năm 1993 và một lần nữa từ năm 2000 đến năm 2001. Sau đó, ông là Phó Chủ tịch Hội nghị Tương lai Châu Âu, tổ chức dã soạn thảo bản Hiến pháp Châu Âu và đứng đầu Tập đoàn Amato. Ông được biết đến với biệt danh dottor Sottile, (nghĩa là "Doctor Subtilis", biệt hiệu của nhà triết học thời Trung cổ người Scotland John Duns Scotus, ám chỉ đến sự tinh tế chính trị của ông). Từ năm 2006 đến năm 2008, ông là Bộ trưởng Nội vụ trong chính phủ của Romano Prodi. Vào 12 tháng 9 năm 2013, Tổng thống Giorgio Napolitano bổ nhiệm ông làm chánh án Toà án Hiến pháp Ý, nơi ông tại nhiệm kể từ sau đó.